# Южный IT-Парк
Южный IT-Парк — российский бизнес-акселератор созданный по инициативе правительства Ростовской области. Был удостоен Премии Рунета 2020 в номинации «технологии и инновации» В 2016 году вошел в топ-10 лучших акселераторов России по версии РБК, заняв шестое место. Специализируется на поддержке и развитии стартапов на ранней стадии. Создан по предложению губернатора Ростовской области в 2014 году, с целью повышения цифровизации региона, став первым стартап-акселератором Ростовской области. 
В качестве целей и задач IT-Парка выступают: привлечение венчурных инвестиций в IT-предприятия региона; повышение уровня цифровизации Ростовской области; развитие локального ИТ-сообщества и привлечение квалифицированных специалистов в регион; поддержка ВУЗов региона в коммерционализации стартапов созданных на базе университетов IT-парк является некоммерческим проектом структурного подразделения АО «РКР», выполняющий роль инкубатора, созданного с целью повысить инвестиционный климат ростовского региона, который выступает здесь в роли бенефициара. В результате деятельности ИТ-Парка было оказано влияние на развитие цифровизации Ростовской области в сфере IT и нейротехнологий.

## Образовательные программы
Образовательные программы, предоставляемые на безвозмездной основе, состоят из акселерационной программы и онлайн-курсов. Доступ к основной программе осуществляется посредством конкурсного отбора, вне зависимости от территориального нахождения команды стартапа. Направление онлайн-курсов доступных после регистрации на онлайн-платформе ИТ-Парка, включает в себя обучение различным типам цифрового бизнеса: введение в разработку компьютерных игр, маркетинг для стартапа, продажи B2B и повышение уровня цифровизации бизнеса.
Акселератор Южного IT-Парка, проводимый дважды в год, состоит из интенсивного четырехмесячного курса, направленного на обучение команд стартапов гибким методологиям разработки, помощи в поиске инвесторов и коммерческих партнеров, а также консультационной поддержке специалистами с практическим опытом с целью вывода готового продукта на рынок, либо для масштабирования готового бизнеса. Обучение проводится как очно, так и заочно, по-желанию участников стартапа прошедшего отбор.

## Стартапы
Процедура оценки потенциально принимаемого на акселерацию стартапа опирается на экспертную оценку специалистов IT-Парка. Примеры кейсов, успешно вышедших на рынок, включают в себя: байкшеринг образовательное мобильное приложения для подготовки к сдаче ЕГЭ, коммунальные системы IoT, смарт-системы голосового управления кухней и вспомогательные устройства для инвалидов с применением нейрокомпьютерного интерфейса.